# 15-й козацький кавалерійський корпус СС
15-й козацький кавалерійський корпус СС (нім. 15. SS-Kosaken Kavallerie Korps) — умовна (унаслідок змін у назві) назва воєнізованого формування козаків, що раніше були підданими СРСР та інших країн Європи, і що служили у Ваффен-СС у роки Другої світової війни. Понад мільйон осіб походженням з теренів СРСР воювали в німецьких збройних силах проти СРСР. Зі всіх східних добровольців козаки мали найбільшу концентрацію в німецькій армії. Козаки, фактично, діяли як частина Вермахту практично від початку операції Барбаросса.

## Історія
Передача в серпні 1944 року іноземних національних формувань Вермахту до складу СС відбилася і на долі 1-ї Козацької кавалерійської дивізії, формування якої почалося вже влітку 1943.

### Рішення про створення
На нараді за участю фон Паннвіца та інших командирів козацьких формувань, що відбулася на початку вересня в ставці Гіммлера, було прийнято рішення про розгортання дивізії, поповненої за рахунок частин, перекинутих з інших фронтів, у корпус. Одночасно передбачалося провести мобілізацію серед козаків, що опинилися на території рейху, для чого при Головному штабі СС було утворено спеціальний орган — Резерв козацьких військ на чолі з генерал-лейтенантом А. Г. Шкуро. Генерал П. М. Краснов, який з березня 1944 р. очолював створене під егідою східного міністерства Головне управління козацьких військ, звернувся до козаків із закликом підніматися на боротьбу з більшовизмом.
Літо 1942 відзначено продовженням німецького успіху на Сході. У жовтні 1942 німці встановили на Кубані напівавтономний Козацький район і розпочали вербування козаків у цих областях та перебіжчиків з Червоної Армії. З останньої, у повному складі з офіцерами, перейшов на бік німців 436-й піхотний полк. Його командир, майор I.Н.Кононов, був донським козаком. Він мав блискучу кар'єру у Вермахті, закінчивши війну як генерал-майор у 15-му козацькому кавалерійському корпусі СС.

### Збори добровольців
Влітку 1943 у Млаві на північ від Варшави було відкрито тренувальний центр. Незабаром в дивізію фон Паннвіца стали прибувати великі і малі групи козаків і цілі військові частини. У їх числі були два козацькі батальйони з Кракова, 69-й поліцейський батальйон з Варшави, батальйон заводської охорони з Ганноверу і, нарешті, 360-й полк Еверта фон Рентельна із Західного фронту. 5-й козацький навчально-запасний полк, що дислокувався до останнього часу у Франції, був перекинутий в Австрію (м. Цветль) — ближче до району дій дивізії. Зусиллями вербувальних штабів, створених Резервом козацьких військ, вдалося зібрати більш ніж 2000 козаків з числа емігрантів, військовополонених і східних робітників, які були також направлені у 1-шу Козацьку дивізію. В результаті протягом двох місяців чисельність дивізії (не рахуючи німецького кадрового складу) збільшилася майже вдвічі.

### Вермахт або СС
У бесіді з рейхсфюрером СС Р. Гіммлером, що відбулася 26 серпня 1944 р., генерал-майор Гельмут фон Паннвіц категорично відмовився особисто переходити на службу у війська СС, мотивувавши відмову тривалим стажем традиційної армійської служби.
Подальше підпорядкування 1-ї козацької дивізії, що розгорталася з осені 1944 р. в корпус, до військ СС (листопад 1944 р.) носило формальний характер і було викликане виключно інтересами постачання. Штатні посади як і раніше доукомплектовувалися військовослужбовцями Вермахту, зберігалися традиційне віддання честі, загальновійськова армійська форма. Закордонний дослідник історії військ СС не включає до їх складу корпус Паннвіца, підкреслюючи, що контроль СС над козаками був номінально-адміністративним, офіцери військ СС у корпусі були відсутні, а чини корпусу, незважаючи на формальність підпорядкування, зберегли солдатські книжки Вермахту. За офіційною номенклатурою Вермахту козацькі дивізії 15-го корпусу числилися у складі сухопутних сил, а не військ СС.
Офіційну заяву про належність козацьких частин до Вермахту, а не до військ СС зробив 28 лютого 2003 р. Федеральний військовий архів ФРН, який попутно підтвердив, що відповідна документація з історії 1-ї козацької дивізії та інших козацьких частин архівується під грифом RH 58 (Східні війська, іноземні частини сухопутних сил).

#### Передача до складу СС
Наказом від 4 листопада 1944 року 1-ша Козацька дивізія була передана на час війни у підпорядкування Головного штабу СС. Ця передача стосувалася перш за все сфери матеріально-технічного постачання, що дозволило поліпшити забезпечення дивізії зброєю, бойовою технікою і автотранспортом. Так, наприклад, артилерійський полк дивізії отримав батарею 105-мм гаубиць, саперний батальйон — декілька шестиствольних мінометів, розвідзагін — штурмові гвинтівки StG-44. Крім того, дивізії, за деякими даними, було додано 12 одиниць бронетехніки, включаючи танки і штурмову артилерію.
Наказом від 25 лютого 1945 року дивізія була перетворена на «15-й Козацький кавалерійський корпус військ СС». 1-ша і 2-га бригади перейменовувалися в дивізії без зміни їхньої чисельності і організаційної структури. На базі 5-го Донського полку Кононова почалося формування Пластунської бригади у складі двох полків з перспективою розгортання в 3-тю Козацьку дивізію. Кінно-артилерійські дивізіони в дивізіях переформовувалися у полки. Загальна чисельність корпусу досягла 25 000 солдатів і офіцерів, зокрема від 3000 до 5000 осіб німців. Крім цього, на завершальному етапі війни разом з 15-м Козацьким корпусом діяли такі формування як Калмицький полк (до 5000 душ), кавказький кінний дивізіон, український батальйон СС і група танкістів РОА, з урахуванням яких під командуванням групенфюрера СС (з 1 лютого 1945 р.) Р. фон Паннвіца знаходилося 30—35 тис. осіб.
24 березня 1945 на території Хорватії, у Вировитиці, відбувся з'їзд козаків 15-го кавалерійського корпусу військ СС, на якому було одностайно ухвалено рішення про об'єднання козацьких військ зі Збройними силами Комітету визволення народів Росії та обрано командира 15-го кавалерійського корпусу генерал-лейтенанта Г. фон Панвіца Похідним отаманом козацьких військ (єдиний відомий в історії випадок, коли козацьким отаманом став іноземець).

## Військові акції і операції
Козаки сподівалися воювати проти Червоної Армії, але замість цього, у вересні 1943, їх відправили в Югославію воювати з партизанами Йосипа Броз Тіто. Козаки брали участь у декількох великих операціях, зокрема в десанті на Драві та нападі на штаб Тіто[джерело?] у Боснії, звідки Тіто вислизнув лише чудом.
15-й козацький кавалерійський корпус військ СС в основному брав участь у боротьбі з партизанами в Італії, Югославії, Білорусі, Польщі, РРФСР. Брали безпосередню участь у бойових діях проти Червоної Армії: 25 грудня 1944 року 15-й козацький кавалерійський корпус військ СС воював з радянськими частинами (233 стрілецька дивізія) на річці Драва.
Історія корпусу скінчилася видачею козаків в Лієнці.

## Спроба реабілітації
Ухвалою Військової колегії Верховного суду РФ від 25 грудня 1997 року Краснов П. М., Шкуро А. Г., Султан-Гірей Килич, Краснов З. Н., Доманов Т. М. і фон Панвіц визнані обґрунтовано засудженими і такими, що не підлягають реабілітації

## Вшанування

1998 року в Москві біля храму Всіх Святих було споруджено пам'ятник, на якому зазначено: «Воинам русского общевоинского союза, русского корпуса, казачьего стана, казакам 15 кавалерийского корпуса, павшим за веру и отечество».